# Christiane Hofmann

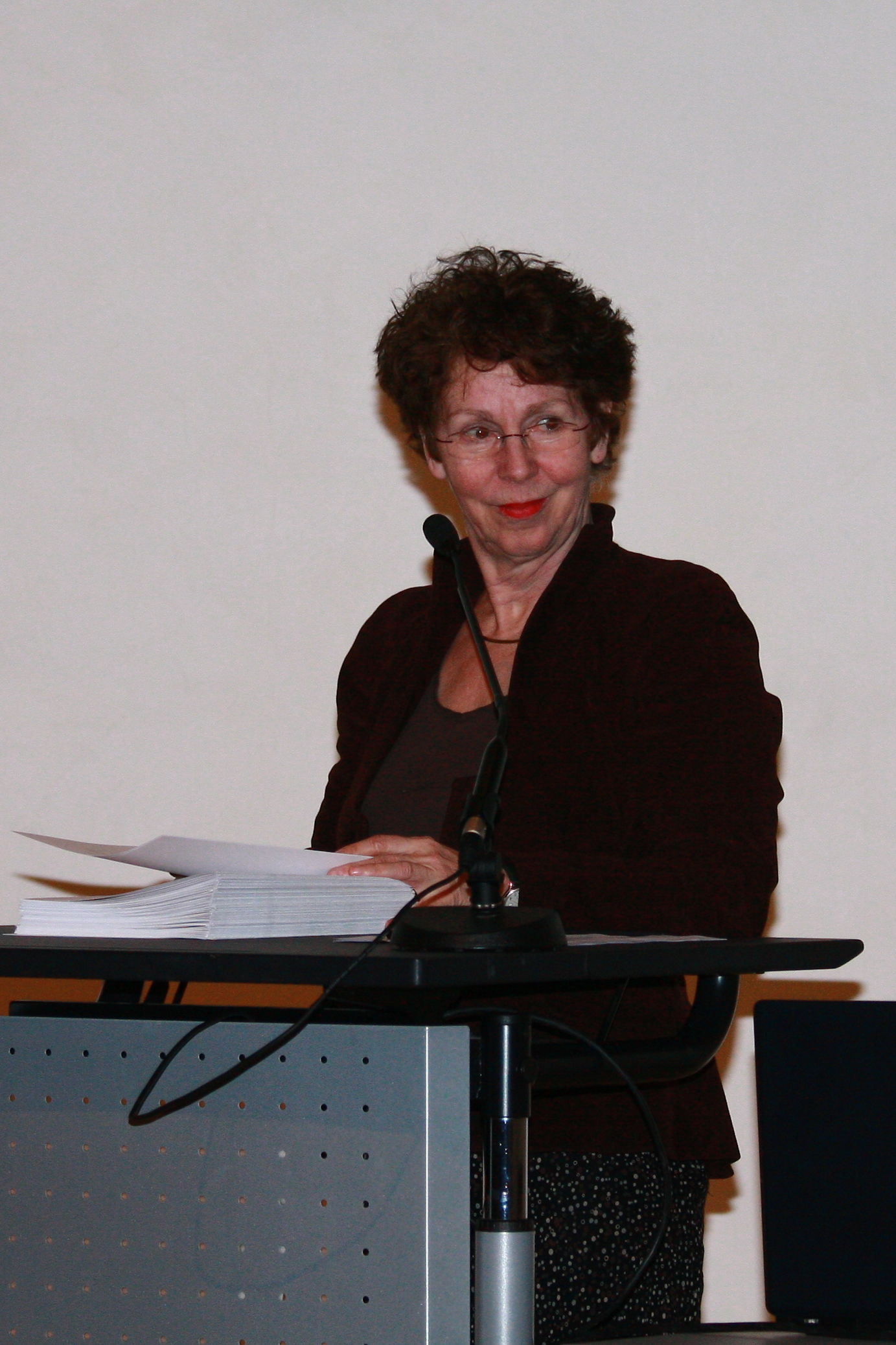
Christiane Hofmann während einer Diplomierungsfeier (2010)

Christiane Hofmann (* 1945) ist eine deutsche Pädagogin und Professorin am Institut für Heil- und Sonderpädagogik der Justus-Liebig-Universität Gießen.
Nach ihrem Studium der Lehrämter für Grund-, Haupt- und Sonderschulen wechselte Hofmann 1977 als pädagogische Mitarbeiterin an die Justus-Liebig-Universität Gießen, um im Fachbereich Psychologie von Jürgen Wendeler den Arbeitsbereich „Sonderpädagogische Psychologie und Diagnostik“ zu betreuen. 1982 promovierte Hofmann zum Thema Familienalltag – vergleichende Untersuchungen mikrostruktureller Sozialisationsprozesse in Familien von Gesamt-, Grund- und Sonderschülern.
Im Jahr 1990 wechselte Hofmann als Fachhochschullehrerin mit den Arbeitsschwerpunkten Sonderpädagogik und Methoden der Sozialen Arbeit an die Fachhochschule Ludwigshafen, bevor sie 1995 einem Ruf als Professorin für Sonderpädagogische Förderung und Diagnostik am Institut für Sonderpädagogik im Fachbereich Erziehungswissenschaften der Johann Wolfgang Goethe-Universität in Frankfurt am Main folgte.
Zum Sommersemester 2002 übernahm Hofmann die Professur am Fachbereich „Sozial- und Kulturwissenschaften“ der Justus-Liebig-Universität Gießen mit dem Schwerpunkt Lernbehindertenpädagogik unter Berücksichtigung der Verhaltensgestörtenpädagogik.
Hofmann bekleidet die Funktion der Vorsitzenden den Diplomprüfungsausschusses für Erziehungswissenschaften.